# Al-Humaza
Al-Humaza  (en arabe : سُورَةُ ٱلْهُمَزَةِ, français : Les Calomniateurs) est le nom traditionnellement donné à la 104e sourate du Coran, le livre sacré de l'islam. Elle comporte neuf versets. Rédigée en arabe comme l'ensemble de l'œuvre religieuse, elle fut proclamée, selon la tradition musulmane, durant la période mecquoise.

## Origine du nom
Bien que ne faisant pas partie de la proclamation, la tradition musulmane a donné comme nom à cette sourate Les Calomniateurs, en référence au contenu du premier verset : « 1. Malheur à tout calomniateur médisant ».

## Historique
Il n'existe à ce jour pas de sources ou documents historiques permettant de s'assurer de l'ordre chronologique des sourates du Coran. Néanmoins selon une chronologie musulmane attribuée à Ǧaʿfar al-Ṣādiq (VIIIe siècle) et largement diffusée en 1924 sous l’autorité d’al-Azhar,, cette sourate occupe la 32e place. Elle aurait été proclamée pendant la période mecquoise, c'est-à-dire schématiquement durant la première partie de l'histoire de Mahomet avant de quitter La Mecque. Contestée dès le XIXe par des recherches universitaires, cette chronologie a été revue par Nöldeke,, pour qui cette sourate est la 6e.
Les sourates de la fin du Coran sont généralement considérées comme appartenant aux plus anciennes. Elles se caractérisent par des particularités propres. Elles sont brèves, semblent issues de proclamations oraculaires (ce qui ne signifie pas, pour autant, qu’elles en sont des enregistrements), elles contiennent de nombreux hapax...
Pour Nöldeke et Schwally, la quasi-totalité des sourates 69 à 114 sont de la première période mecquoise. Neuwirth les classe en quatre groupes supposés être chronologiques. Bien que reconnaissant leur ancienneté, certains auteurs refusent de les qualifier de « mecquoise », car cela présuppose un contexte et une version de la genèse du corpus coranique qui n’est pas tranchée. Cette approche est spéculative.
En effet, ces textes ne sont pas une simple transcription sténographique de proclamation mais sont des textes écrits, souvent opaques, possédant des strates de composition et des réécritures Cela n’empêche pas ces sourates de fournir des éléments contextuels (comme l’attente d’une Fin des Temps imminente chez les partisans de Mahomet). Ces textes sont marqués par une forme de piété tributaire du christianisme oriental. 
Selon les auteurs, elle est considérée soit comme mecquoise, soit comme médinoise. Pour Bell, elle a pu connaître une composition à partir d’un texte ancien et d’un ajout a posteriori.

## Interprétations

### Versets 1-4: malédiction
Ce passage a connu plusieurs interprétations. Il est soit vu comme le reflet d’un épisode de la vie de Mahomet, une réponse aux accusations persistantes d'Umayya ibn Khalaf, soit comme une malédiction contre les thésauriseurs et les arrogants en général. Contrairement à l’avis traditionnel qui défend le premier, le texte coranique a une portée générale comme le montre l’application de la malédiction à « tout ».
Les termes utilisés pour désigner les personnes visées sont une paronomase, humaza lumaza. Si les traductions sont sujettes à caution, ils désigneraient les gens qui « calomnie et qui raille ». Pour Bell, le verset suivant est à comprendre comme ceux qui accumulent en prévision de la calamité apocalyptique.

Texte de la sourate (Coran datant de 1874)
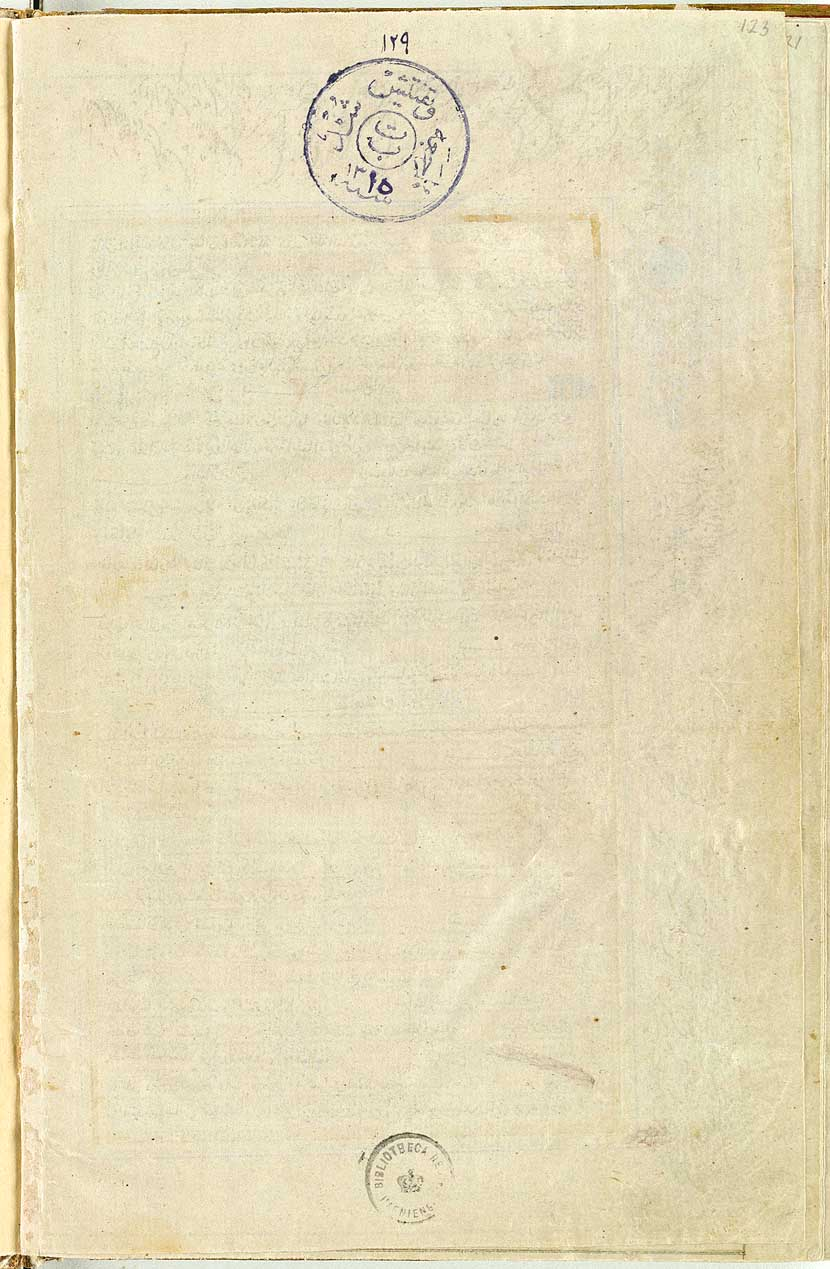